# Variables aleatorias intercambiables
En teoría de la probabilidad y estadística, una sucesión de variables aleatorias intercambiables es una sucesión tal que las observaciones futuras se comportan igual que las pasadas o, dicho de otra manera, que cualquier reordenación de un subconjunto finito de muestras tiene la misma probabilidad de ocurrir. Este concepto formaliza la noción de "el futuro es predecible a la vista del pasado".
Una sucesión de variables aleatorias independientes con la misma distribución es intercambiable. Pero la independencia no es condición necesaria para la intercambiabilidad.
La noción es fundamental en el desarrollo de la inferencia predictiva de Bruno de Finetti y en estadística bayesiana puesto que mientras que los estadísticos frecuentistas usan variables i.i.d. (muestras de una población), los bayesianos utilizan más frecuentemente sucesiones intercambiables.

## Definición
Una sucesión de variables aleatorias intercambiables es una sucesión finita o infinita X1, X2, X3, ... de variables aleatorias tal que para cualquier permutación finita σ de los índices 1, 2, 3, ..., (es decir, una permutación que sólo afecta a un número finito de índices), la distribución de probabilidad de la sucesión permutada
{\displaystyle X_{\sigma (1)},X_{\sigma (2)},X_{\sigma (3)},\dots }
es la misma que la de la sucesión original.
Una sucesión de sucesos E1, E2, E3, ... se dice intercambiable cuando lo es la sucesión de sus funciones indicadoras..
La función de distribución FX1,...,Xn(x1, ... ,xn) de una sucesión finita de variables aleatorias intercambiables tiene que ser simétrica en sus argumentos x1, ... ,xn.

## Ejemplos
- Cualquier media ponderada de sucesiones de variables aleatorias i.i.d. es intercambiable.

- Sea una urna contiene n bolas rojas y m bolas azules. Supóngase que las bolas se extraen sin reemplazo hasta que la urna se vacía. Sea Xi la variable aleatoria que indica si la i-ésima bola era roja. Entonces {Xi}i=1,...n es intercambiable.

- Sea {\displaystyle (X,Y)} una variable aleatoria con distribución normal bivariada con parámetros {\displaystyle \mu =0}, {\displaystyle \sigma _{x}=\sigma _{y}=1} y coeficiente de correlación arbitrario {\displaystyle \rho \in (-1,1)}. Las variables aleatorias {\displaystyle X} e {\displaystyle Y} son intercambiables, pero únicamente independientes cuando {\displaystyle \rho =0}.

## Propiedades
- El teorema de De Finetti caracteriza las sucesiones de variables aleatorias intercambiables como  mezclas de sucesiones de variables i.i.d.

- Una sucesión de variables aleatorias intercambiables es estrictamente stationaria, por lo que cumplen una  ley de los grandes números en la forma del teorema de Birkhoff-Khinchin theorem.

- Para una sucesión intercambiable finita { Xi }i = 1, 2, 3, ... of length n:

{\displaystyle \operatorname {cov} (X_{i},X_{j})={\text{constante}}\geq {\frac {-\sigma ^{2}}{n-1}},\quad {\text{para }}i\neq j,}
donde σ 2 = var(X1).
"Constante" en este caso significa que no depende de los valores de los índices i y j en tanto que i ≠ j.
Esto puede probarse así:
{\displaystyle {\begin{aligned}0&\leq \operatorname {var} (X_{1}+\cdots +X_{n})\\&=\operatorname {var} (X_{1})+\cdots +\operatorname {var} (X_{n})+\underbrace {\operatorname {cov} (X_{1},X_{2})+\cdots \quad {}} _{\text{all ordered pairs}}\\&=n\sigma ^{2}+n(n-1)\operatorname {cov} (X_{1},X_{2}),\end{aligned}}}
y después resolviendo la desigualdad para la covarianza. La igualdad se alcanza con un modelo de urnas simple: una urna contiene una bola roja y n − 1 bolas azules que se extraen sin reemplazo hasta vaciar la urna.
- Para una sucesión intercambiable infinita

{\displaystyle \operatorname {cov} (X_{i},X_{j})={\text{constant}}\geq 0.\,}

## Aplicaciones
El extractor de von Neumann es un extractor de aleatoriedad que depende de la intercambiabilidad: proporciona una manera de construir una sucesión intercambiable de ceros y unos (con probabilidad 1/2) a partir de otra más larga en la que la probabilidad es p. 
Funciona de la siguiente manera: se parte la sucesión original en pares distintos. Si los dos elementos del par son iguales, se descarta. Si son distintos, se guarda el primero de ellos.